# Martin Meyer-Pyritz

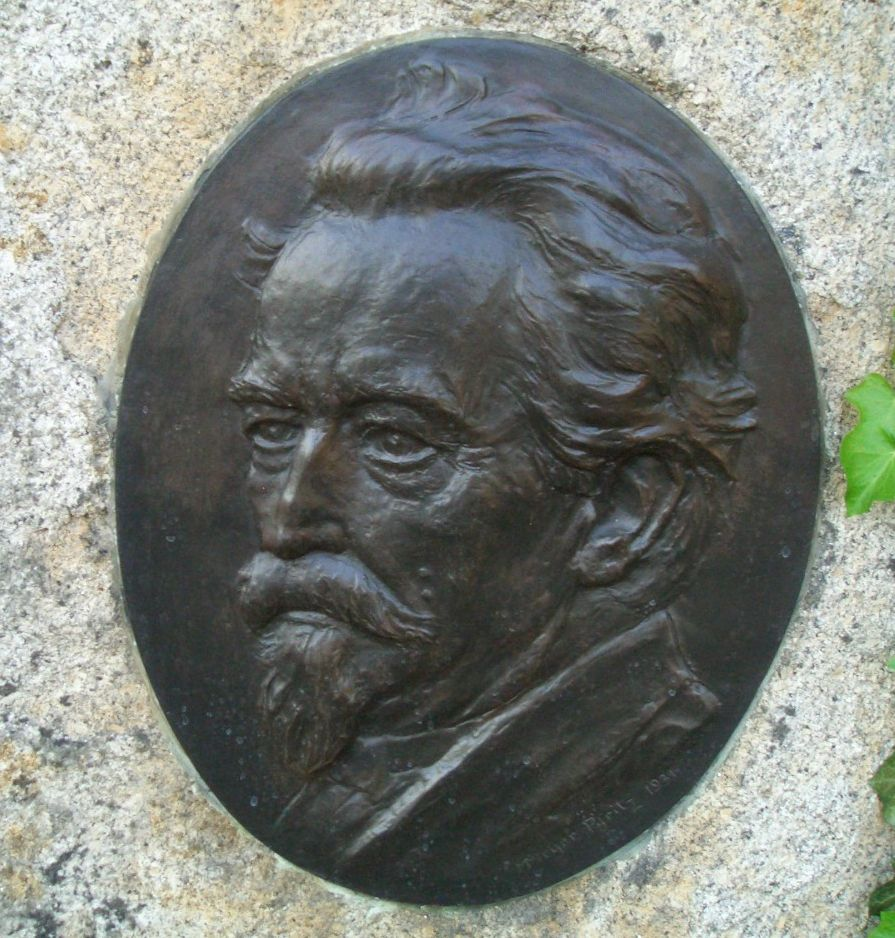
Relief auf dem Grabstein von Adolph Hoffmann, Zentralfriedhof Friedrichsfelde

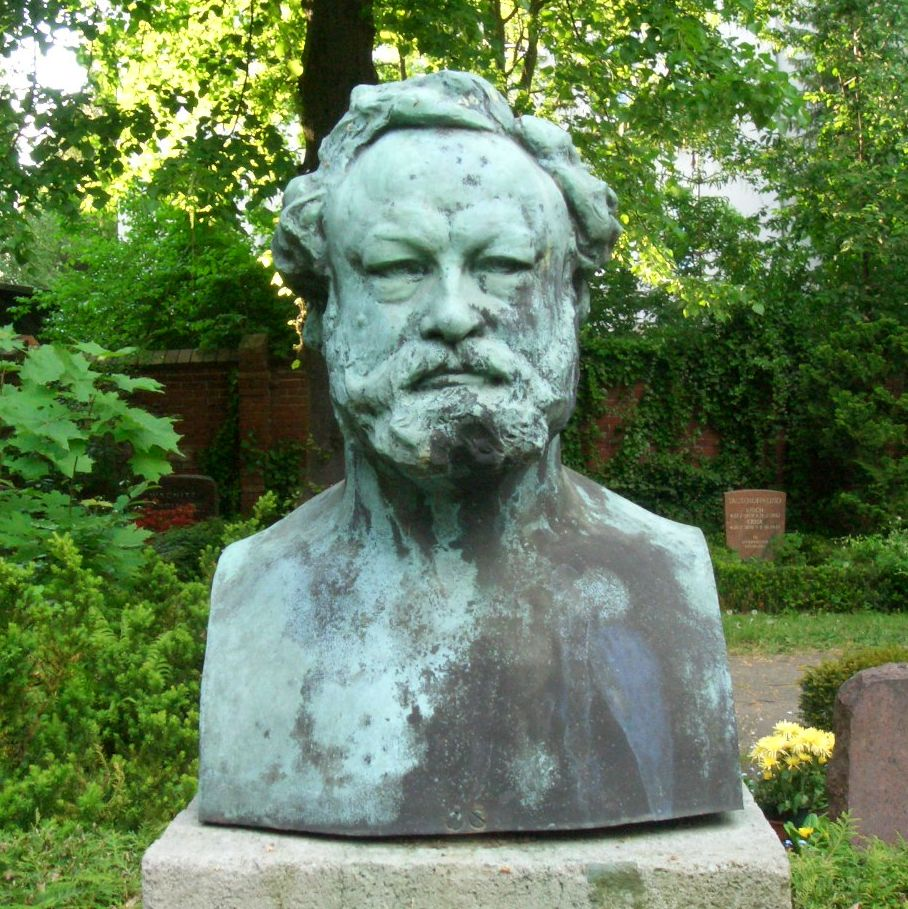
Büste des Schriftstellers Wolfgang Kirchbach (1857–1906)

Martin Adolf Robert Meyer-Pyritz (* 6. November 1870 in Pyritz; † 11. August 1942 in Berlin; gebürtig Martin Meyer) war ein deutscher Bildhauer.

## Leben
Martin Meyer war der jüngere Bruder des Bildhauers Georg Renatus Meyer, der sich anfänglich Georg Meyer-Pyritz, später Georg Meyer-Steglitz nannte. Er war vor allem wegen seiner Tierplastiken geschätzt.
Martin Meyer aus Pyritz studierte von 1892 bis 1896 an der Akademie der Künste in Berlin bei Peter Breuer und Ernst Herter. Ab 1899 war er in einem Atelier der Akademie tätig. Er stellte auf der Großen Berliner Kunstausstellung und auch im Münchner Glaspalast aus. Wegen seiner gelungenen Tierplastiken wurde er als ‚Tiermeyer‘ bekannt. Um 1935 hatte Meyer-Pritz im Atelierhaus vom Bildhauer Johannes Röttger in Berlin-Wilmersdorf auf der Sächsischen Straße 32 seine Werkstatt.
Er war Mitglied im Deutschen Künstlerbund.
Martin Meyer, der 1924 seinen Familiennamen in Meyer-Pyritz änderte, war seit 1923 mit der Gymnasiallehrerin Margarete, geb. Agerth (* 1884) verheiratet, der ältesten Tochter des Neubrandenburger Schlachthausdirektors Ewald Agerth. Die Reformpädagogin Käte Agerth war seine Schwägerin.
Martin A. R. Meyer-Pyritz starb 1942 im Alter von 71 Jahren in Berlin. Sein Grab auf dem Friedhof der Bethlehemsgemeinde in Berlin-Kreuzberg ist nicht erhalten und wurde wahrscheinlich noch im Zweiten Weltkrieg zerstört. Nach Wiederauffinden seiner kleinen Grabplatte legte die Friedhofsverwaltung eine Gedenkstätte für Meyer-Pyritz in Form eines Grabmals an, in der sie einen neuen Platz fand. Gattin und Sohn von Martin Meyer-Pyritz ruhen auf dem Friedhof der Namenlosen.

## Werke
- Büste für die Grabstätte von Wolfgang Kirchbach auf dem Friedhof Lichterfelde
- Porzellanfigur Dackel Männchen machend, Entwurf 1913, ausgeführt von Rosenthal 1929
- Einige Tierplastiken für den Zoologischen Garten Berlin
- Künstlerische Ausgestaltung der U-Bahnhöfe auf der Strecke von Berlin-Wilmersdorf nach Dahlem, insbesondere die Tierplastiken am U-Bahnhof Rüdesheimer Platz (Keramik-Weinlaub, -Trauben, -Insekten und -Kriechtiere etc., alles zum Thema: Leben in einem Weinberg). Außerdem künstlerische Ausstattung des U-Bahnhofs Breitenbachplatz.
- 1931: Relief an dem Grab des Reichskanzlers Hermann Müller-Franken auf dem Zentralfriedhof Friedrichsfelde[5]
- Zahlreiche Skulpturen und Denkmale in verschiedenen Städten Deutschlands.
- Gedenkstein auf dem Grab von Ludwig, Werner und Horst Wessel[6]

Martin Meyer-Pyritz wurde auf dem Böhmisch-Lutherischen-Bethlehems-Friedhof in Berlin-Kreuzberg bestattet. Sein Grab hat sich erhalten.